# Wat Ratchanatdaram
Le Wat Ratchanadda est un monastère bouddhiste situé à Bangkok dans le district de Phra Nakhon. Ce monastère contient un temple très célèbre du nom de Loha Prasat.

## Construction et histoire

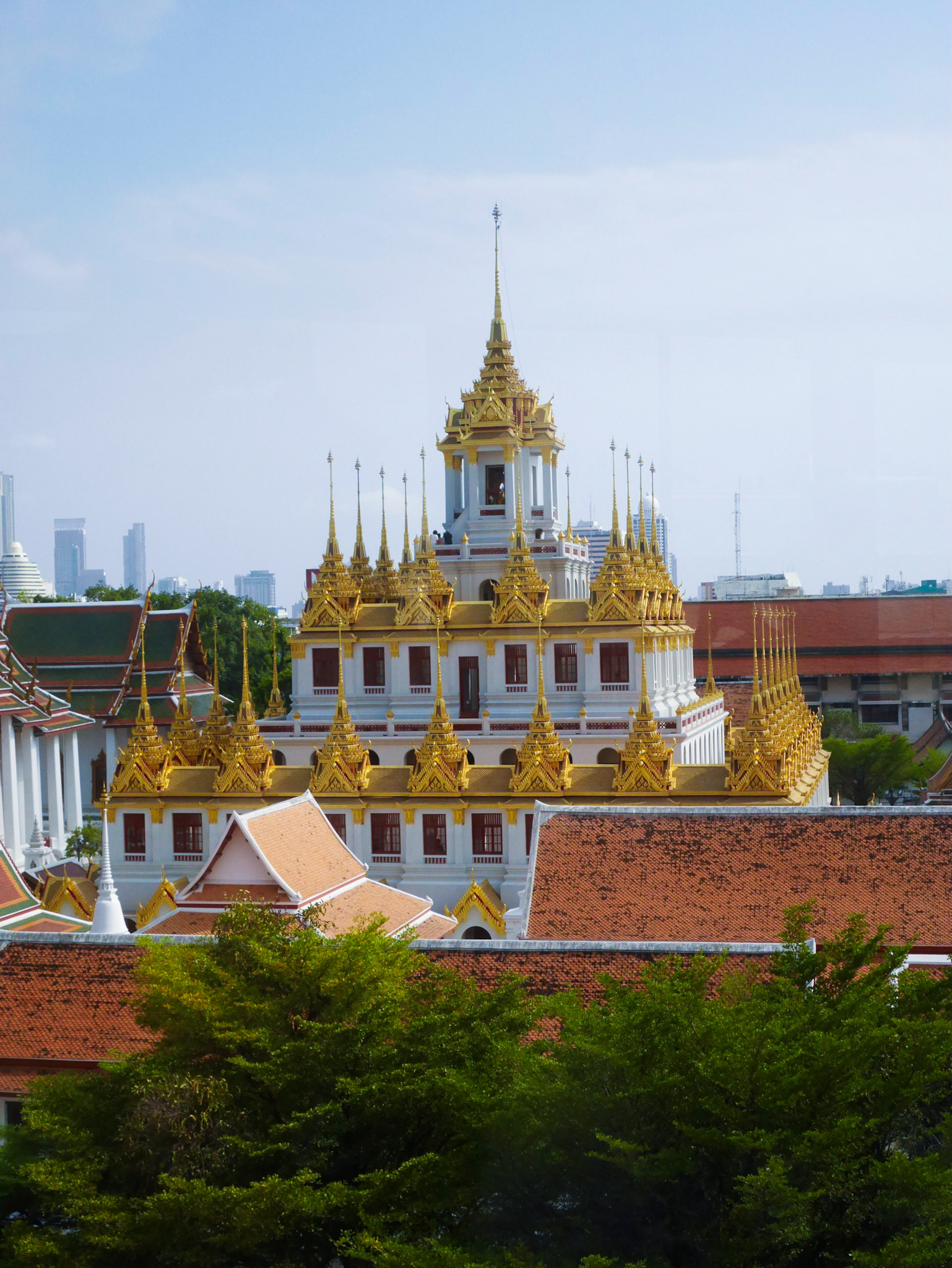
Temple royal de Loha Prasat.

Le roi Rama III ordonna la construction du Wat Ratchanatdaram Worawihan en 1846.
Le temple fut construit sur un ancien verger, qui a été donné à la petite-fille du roi, la princesse Sommanat Wattanawadee.
Presque tout l’ensemble de l'architecture du site est de style thaïlandais.

## Loha Prasat
Dans l’enceinte de ce monastère se trouve un temple royal très célèbre sous le nom de Loha Prasat (ou Metal Castle en anglais), ce dernier est unique en son genre à Bangkok. 

### Composition du Loha Prasat
Ce château de métal occupe une place importante pour ce monastère, il comptabilise un ensemble de cinq grandes tours, avec les tours extérieures et centrales qui ont pour chacune de très grandes flèches de fer noir. La tour extérieure est la plus grande, la suivante est plus petite que la précédente, cela créé ainsi une structure en effet de pyramide.
De plus le Loha Prast est entouré d’un très grand jardin très entretenu.

### Le labyrinthe du Loha Prasat
Au premier niveau, le rez-de-chaussée, se trouve un grand nombre de colonnes soutenant les tours pour créer un environnement de labyrinthe. Dans cet étage se trouvent aussi de petites pièces de méditation pour les moines du temple.
Les escaliers en colimaçon de cette forteresse de métal mènent jusqu’au somment, ce qui offre aux visiteurs une vue panoramique sur l'intégralité de la ville. De plus, le sommet du temple contient des reliques de Bouddha.

### Flèches et construction du Loha Prasat
Le Loha Prasat fait 36 mètres de hauteur et a 3 niveaux ; celui du bas contient 24 flèches, celui du milieu 12 et le niveau supérieur n’en a qu’une seule : ces 37 flèches symbolisent les 37 vertus nécessaires pour atteindre l'illumination dans la religion bouddhiste,.
Il n’existait à l'origine que deux autres structures similaires, une construite en Inde et totalisant près de 1000 pièces avec une grande flèche dorée sur le toit, ainsi qu'une seconde au Sri Lanka. Or, aucune de ces deux structures n'existe encore aujourd'hui. Pour être précis, le Loha Prasat du Wat Ratchanadda a été complètement copié sur celui du Sri Lanka. 
Une procédure est à l'étude afin d'inscrire le Loha Prasat à la liste du patrimoine mondial de l'UNESCO.

## Autres bâtiments du monastère
A part le Loha Prasat, le Wat Ratchanadda contient aussi quelques salles de réunion pour les moines et les fidèles.